# Apraxia de fala na infância
A apraxia de fala na infância (AFI; ou apraxia de fala infantil) é um distúrbio no planejamento motor da fala, resultando em um déficit na consistência e precisão dos movimentos necessários à fala, quando não há o comprometimento neuromuscular. A apraxia da fala é um distúrbio de comunicação em que ocorre uma incapacidade na programação dos movimentos musculares, necessários para a produção e seqüência de fonemas. 

## Terminologias
Existem diversas terminologias usadas como sinônimos nos estudos envolvendo apraxia de fala infantil, dentre elas destacam-se: apraxia de fala desenvolvimental (Developmental Apraxia of Speech – DAS), dispraxia verbal desenvolvimental (Developmental Verbal Apraxia – DVD) e apraxia da fala na infância (Childhood Apraxia of Speech – CAS). 

## Prevalência
A prevalência da apraxia infantil é de 1-2 a cada 1000 crianças, a proporção entre meninos e meninas é de 1:9, respectivamente. 

## Características
Nem todas as crianças com AFI possuem as mesmas características, sendo que elas podem possuir alguns ou todos os sintomas abaixo. O diagnóstico deve ser feito por um fonoaudiólogo.
Para crianças com três anos de idade ou menos:
- Balbucio limitado ou pouca variação (considerados “bebês quietinhos”);
- Diz as primeiras palavras após o marco do desenvolvimento típico;
- Não há um grande repertório fonético;
- Dificuldade na união de sons;
- As palavras não são produzidas da mesma forma;
- Possui problemas para se alimentar.

Para crianças com mais de três anos de idade
- As palavras não são produzidas da mesma forma;
- Entende melhor do que fala;
- Possui problemas na imitação de outros. Se consegue imitar, a imitação será melhor do que uma produção própria.
- Precisa movimentar os lábios, língua e mandíbula algumas vezes antes de produzir o som.
- Possui mais problemas em dizer palavras longas do que curtas;
- Sua dificuldade aumenta quando está nervoso;
- Pessoas que não estão acostumadas com a criança tem problemas em entendê-la;
- Soa nervoso ou monótono;
- Pode colocar a ênfase na sílaba ou palavra errada.

Outras características relatadas
Outras características que foram relatadas em crianças diagnosticadas com AFI e que representam dificuldades com os gestos de movimento de planejamento e programação para fala incluem:
- apalpamento articulatório - busca articulatória antes da fonação;
- distorções consonantais;
- dificuldade com transições suaves e precisas do movimento de um som para o outro;
- dificuldade crescente com sílabas e formas de palavras mais longas ou complexas;
- adições / inserções de schwa - inserção de schwa entre consoantes ou no final das palavras;
- mais lento do que a taxa típica de fala
- segregação de sílabas - pausa entre sons, sílabas ou palavras que afetam transições suaves;
- expressando erros - sons sem voz produzidos como seus cognatos expressos; e
- erros de vogal - distorções ou substituições de vogais.

## Causas
A AFI pode ser congênita ou adquirida durante o desenvolvimento da fala. A AFI congênita e adquirida pode ocorrer como um distúrbio sonoro fonológico neurogênico idiopático (isto é, em crianças sem anormalidades neurológicas observáveis ou distúrbios ou condições neurocomportamentais); como sinais primários ou secundários dentro de transtornos neurocomportamentais complexos (por exemplo, autismo, epilepsia e síndromes, como X frágil, síndrome de Rett e síndrome de Prader-Willi); ou em associação com eventos neurológicos conhecidos (por exemplo, AVC intra-uterino ou precoce, infecção, trauma, câncer cerebral / ressecção de tumor). 

## Tratamento
Em um nível amplo, um subgrupo consiste em abordagens terapêuticas de base perceptiva, incluindo a terapia tradicional de articulação ou terapia fonológica, o Sistema PROMPT - Prompts for Restructuring Oral Muscular Phonetic
Targets (incentivo à reestruturação dos fonemas alvos musculares orais),  treinamentos de reconhecimento de formas orais, 24 dinâmicas de pistas temporais e táteis,  terapia miofuncional orofacial,  e métodos alternativos e aumentativos comunicação.  